# کیش‌اوی‌سالاش
کیش‌‌اوی‌سالاش (به مجاری: Kisújszállás) در یاس-نادی‌کون-سولنوک در کشور مجارستان واقع شده‌است. جمعیت این شهر ۱۲٫۱۵۸ نفر است.